# Луговое (Тальменский район)
Луговое — село в Тальменском районе Алтайского края. Административный центр Анисимовского сельсовета.

## История
Основано в 1776 г. В 1928 году село Луговское состояло из 320 хозяйств, основное население — русские, украинцы. В административном отношении являлось центром Луговского сельсовета Тальменского района Барнаульского округа Сибирского края.

Село Луговое расположено на левом берегу Чумыша, на севере Алтайского
края, в 90 км от краевого центра. В деревне в 1905 г. до массового
переселения было 8 дворов. В этом же году была построена церковь , при
которой была открыта трёхклассная церковноприходская школа. В деревне
была сельская управа, состоящая из старосты и писаря.
Деревня разрослась за счёт переселенцев. К концу 1917 г. Количество дворов
достигло 330-350. Переселенцы распространяли новые культуры: табак, лён,
сахарную свёклу. Стали выращивать огурцы, репу, чеснок, бобы, капусту и
др. Распространялось пчеловодство. Но техническая оснащённость сельского
хозяйства оставалась прежней. Пахали сохами с железными сошками,
боронили деревянными боронами, сеяли вручную, жали серпами, молотили
цепами, веяли на ветру.
Во время гражданской войны многие жители села проявили смелость и
отвагу, отстаивая советскую власть. В неравном бою в июне 1918 г.
красногвармейцы вынуждены были сдать свои позиции за железным мостом
около
села
расположенную на железной дороге в деревне села Луговое, расправились с
пленными (их били, морили голодом, а затем расстреляли). Убитых
красноармейцев (их было 7 человек) местные жители похоронили недалеко
от того места, где они были расстреляны. Затем по решению исполкома
Луговского сельского Совета от 20 июня 1958 г. останки красноармейцев
были перезахоронены в центре села, в школьном саду, где затем был
поставлен памятник.
В 1921-1922 гг. было построено здание начальной школы. Учителя
занимались не только с детьми, но и со взрослыми.
В
1929г.
хлебопашеством, выращивали просо, пшеницу, кукурузу. Затем появились
животноводческие фермы с крупнопородистым скотом, птицей, свиньями. За
10 лет колхоз укрепился, больше стало техники, сеяли и убирали с помощью
машин.

## Население
| 1926  | 1997  | 1998  | 1999  | 2000  | 2001  |
| ----- | ----- | ----- | ----- | ----- | ----- |
| 1662  | ↘1125 | ↗1220 | ↗1226 | ↗1252 | ↘1198 |
| 2002  | 2003  | 2004  | 2005  | 2006  | 2007  |
| ↘1178 | ↗1214 | ↗1223 | ↗1225 | ↘1223 | ↗1234 |
| 2008  | 2009  | 2010  | 2011  | 2012  | 2013  |
| ↗1244 | ↗1326 | ↘1198 | ↘1195 | ↗1202 | ↘1188 |

Национальный состав
Согласно результатам переписи 2002 года, в национальной структуре населения русские составляли 91 %.